# Міста (футболіст)
Мігель Анхель Феррер (ісп. Miguel Ángel Ferrer, нар. 12 листопада 1978, Каравака-де-ла-Крус), відомий за прізвиськом Міста (ісп. Mista), — іспанський футболіст, що грав на позиції нападника. Відомий виступами за «Валенсію». Провів також декілька матчів за національну збірну Іспанії.

## Клубна кар'єра
В юності Міста був протеже Рафаеля Бенітеса, який першим тренував його в команді «Реал Мадрид Кастілья». Бенітес також працював з гравцем в «Тенерифе», а потім у «Валенсії». 
У «Тенерифе» Міста разом з Курро Торресом і Луїсом Гарсія був ключовим гравцем команди, яка підвищилася в класі до Ла Ліги в 2001 році. Згодом він підписав контракт з «Валенсією», де став основним гравцем  валенсійців, які виграли два чемпіонські титули і Кубок УЄФА 2004-05, у фіналі якого проти «Марселя» він забив другий гол, зробивши рахунок 2-0 на користь «Валенсії». 21 березня 2004 Міста забив хет-трик в матчі проти «Мальорки», який закінчився з рахунком 5-1 і зробив валенсійців чемпіонами. Проте якість гри нападника різко знизилася після сезону 2004-05.
Влітку 2006 Міста приєднався до мадридського «Атлетіко», зігравши 29 ігор в першому сезоні за нову команду, але майже не граючи в наступному. У липні 2008 року він перейшов в «Депортіво», за контрактом на три роки, забивши перший м'яч в переможній грі проти «Реала» 31 серпня. Його постійно турбували травми і погана форма, його другий гол у Лізі стався більш ніж через рік (7 листопада 2009 року).
Завершив професійну ігрову кар'єру у клубі «Торонто», за команду якого виступав протягом 2010—2011 років.

## Виступи за збірну
2005 року провів два офіційних матчі у складі національної збірної Іспанії.

## Титули і досягнення
Чемпіонат Іспанії
- Чемпіон (2): 2001–02, 2003–04

Кубок УЄФА
- Володар (1): 2003–04

Суперкубок УЄФА
- Володар (1): 2004

Кубок Інтертото
- Володар (2): 2007, 2008

Чемпіонат Канади
- Чемпіон (1): 2010